# 花畑八丁目
花畑八丁目（はなはたはっちょうめ）は、東京都足立区花畑にある丁目である。かつては桑袋（くわぶくろ）と呼ばれた地域で、現在でも都営住宅、団地自治会、バス停留所、公共施設等に桑袋が使用されている。域内を南北に流れる綾瀬川の東岸が飛び地となり埼玉県へ食い込んでいるのが特徴的である。南端では伝右川と毛長川が綾瀬川へ流れ込む一級河川の三川合流地点となっている。

## 概観
鉄道や幹線道路はなく、北部から中部にかけてはのどかな住宅街である。戸建住宅はごくわずかにあるものの、大部分が都営花畑第四アパート、通称：桑袋団地(くわぶくろだんち)と呼ばれるマンモス団地である。三川合流地点は東京都区部とは思えない広々とした風景となっている。また、南東は工業地域となっている。

## 地理
花畑地域の北と東は東京都と埼玉県の都県境となっており、概ね北は毛長川を境に草加市、東は綾瀬川を境に八潮市と接しているが、江戸時代における綾瀬川の治水目的の河川改修の結果、桑袋は綾瀬川以東が埼玉県側へ食い込む花畑地域の飛び地のような複雑な都県境となった。
桑袋の西側は伝右川を一部境にして草加市瀬崎六丁目と接しており、草加市スポーツ健康都市記念体育館と瀬崎グランドがある。北側と東側は八潮市西袋、南側は八潮市大曽根と接している。八潮市が工場湯地条例により、桑袋の域外は工業地帯で工場や倉庫・配送所が多い。
南北に綾瀬川が流れ、伝右川東岸から綾瀬川西岸までが桑袋団地であり、飛び地の綾瀬川東岸から八潮市の境までが都営花畑八丁目アパートである。東西に桑袋大橋通り、南北に東京都道466号内匠橋花畑線が走っている。南端の三川合流地点には伝右川排水機場と桑袋ビオトープ公園がある。また大曽根から三川合流地点へ接続する水路は綾瀬川直進化前の流路の一部であり、水路に掛かる八潮橋を渡れば工業地帯を迂回せずに桑袋と大曽根を行き来できる。

## 沿革
1596年～1615年（慶長年間）　江戸の水災防備や新田開発を目的として元荒川に瓦曽根溜井の開削と同時期に八条用水・葛西用水路も開削。
1624年～1644年（寛永年間）蒲生愛宕町付近以南から神明 (草加市)・松江（草加市）以北までの綾瀬川の屈曲部を分流・直進化して、以前の流路は古綾瀬川となった。同時に西袋を南北に綾瀬川が直進化。以前の綾瀬川の流路は現在の西袋、桑袋、大曽根の境と同じで、西袋の北東の柳之宮橋付近から半時計回りに、桑袋大橋から八潮橋までを時計回りにS字を描くような流路であった。
1628年（寛永5年）　伝右川が開削され、西袋村北西部で直進化前の綾瀬川に合流。
1727年（享保12年）　灌漑用排水路として綾瀬川の第四次改修により桑袋付近の蛇行部の直進化が行われた。綾瀬川の直進化で花又村と西袋村にできた飛び地での村人の往来の為に、伊奈半左衛門役場は架橋費三十両ずつ下賜し、花又村は桑袋に蛇橋、西袋村は西袋橋を架橋。同年、綾瀬川の屈曲部の一部を締め切り、桑袋と西袋の直進化が完了。現在の複雑な都県境は綾瀬川直進化前の蛇行部の名残である。
1889年（明治22年）　市制町村制が創設。施行時の花畑村大字花又のうち、字桑袋耕地と呼ばれていた地域に当たる。昭和時代前期までは純然たる耕地であった。
1955年（昭和30年）代　都市化の影響で用水が汚染され耕作が困難となる。これにより花畑町土地区画整理組合により団地の建設・区画整理が進めらる。
1971（昭和46年)年度　鉄筋五階建て20棟740戸と、鉄骨11階建て2棟264戸、計1004戸の都営花畑第四アパート【桑袋団地】が完成。
1974年（昭和49年）4月　桑袋団地建設による人口増加に伴い、足立区立花畑東小学校を母体校として足立区立桑袋小学校が開校。児童数206人・学級数9。
1974年（昭和49年）5月　桑袋団地建設による人口増加に伴い、桑袋団地15号棟の1階部分に区立花畑桑袋保育園が開設。
1981年（昭和56年）　桑袋小学校の児童数829人・学級数23と最盛期となる。

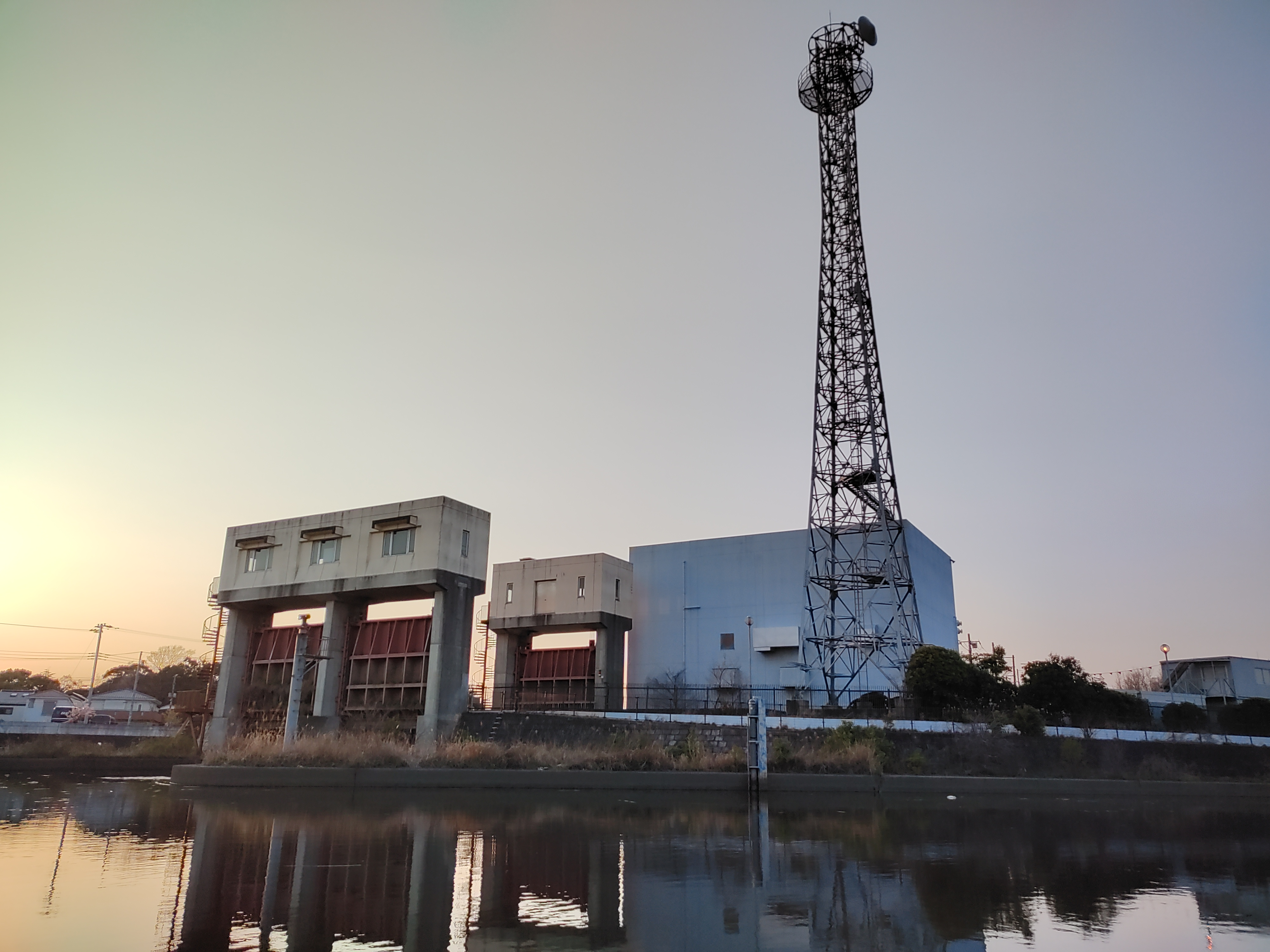

1986年（昭和61年）3月　都市化による伝右川の内水被害を減らす為、伝右川排水機場が完成。
1990年（平成2年）　綾瀬川にコンクリート造の桑袋大橋が架橋され、桑袋大橋通りが草加市・足立区・八潮市と繋がる。
1991年（平成3年）3月　桑袋大橋が架橋された事により、下流へ250ｍ程にあった木造の蛇橋が老朽化により撤去。
1996年（平成8年）　桑袋土地区画整理組合により、綾瀬川東岸に都営花畑八丁目アパート3棟が完成。
1997年（平成9年）3月　児童数減少により桑袋小学校が閉校。児童数134人・学級数7。母体校の花畑東小学校と統合し、足立区立桜花小学校として新生。
2005年（平成17年）　桑袋小学校跡地に公立桑袋ビオトープ公園が開園。

## 蛇橋伝説
花又村（花畑の古い名称）と大曽根村（大曽根の古い名称）は綾瀬川の治水を巡って水争いをしていたが、蛇橋伝説や花畑七丁目にある大鷲神社の獅子舞（足立区指定無形民俗文化財・1983年12月16日指定）に関わる伝承がある。足立区の昔話として下記のような伝承がある。
時は江戸時代、花畑は花又村と呼ばれ、綾瀬川対岸には大曽根村があった。綾瀬川は蛇のように川筋が一定せず、大雨が降るたびに両村は水浸しとなった。ある時、小菅に将軍家が鷹狩の休憩所として小菅御殿を建てた為、御殿を水害から守るため花又村側に堤防が築かれた。堤防のせいで大曽根村だけが大雨になると洪水に見舞わられるようになったので、大曽根村の名主・新八は大曽根村を救う為に大雨の中、竜を装い神社の獅子頭を被って綾瀬川を泳ぎ対岸の花又村の堤防を鍬で壊そうとした。綾瀬川を泳いでくる竜に恐れをなした花又村の人々であったが、獅子頭を取り上げると新八だと分かり、嬲り殺して濁流の綾瀬川に投げ捨てしまった。事件を知った将軍家は新八の家を竹で囲い村人を寄せ付けないようにした。一人残された新八の母は新八を亡くした悲しみからついに気が触れてしまい、ある夜見張りの目を盗み「新八や蛇になれ」と叫びながら綾瀬川へ身を投げてしまった。それ以来、綾瀬川のそばを人が通ると大雨で流されてきた流木が大蛇となり人々を襲うようになった。これは新八親子の祟りだと恐れた村人達は供養の為に蛇塚という石碑を建てた。そして蛇塚近くに架けられた橋をいつしか蛇橋と呼ぶようになった。
対岸の大曽根にも八潮の昔話として下記のような伝承がある。
江戸時代の中頃まで綾瀬川は、大曽根村境に大きく蛇行し、花又村は幕府の直轄地で、小菅には将軍様の鷹狩りのお休み所の小菅御殿があった（今は東京拘置所）。花又側は堤が厳重に造られていた。反対側の大曽根村は森川下総守様の領地で、土手が切れ洪水によく遭って、せっかくの稲作も収穫のできない年が多かった。秋の収穫間際に村人は豊作万作を祝う秋祭りの準備と獅子舞の練習に余念がなかった。その中で大曽根の名主・新八だけは秋のとり入れ前に浮かぬ顔をして村巡りをしていた。ついに名主・新八が心配する長雨がきて、川幅の狭い綾瀬川は大増水し、今にも氾濫しそうになった。名主・新八は大曽根村を救うため、獅子舞の獅子頭を被り、腰に長い布を垂らし竜に見せて花又村へ泳いで行った。上野輪王寺領の花又村の村人は大曽根村が決壊寸前なので今年も土手の心配がないと安堵していた。ところが一匹の竜が大曽根村からうねりながら渡ってくる。一目散で逃げ遠くの方で見ていると、竜が土手を切り出した。将軍様からお預かりしている土手が切られたら一大事と、とって返すと獅子頭を被っているのは大曽根村の村人である。とんでもない事をすると新八は殺され、殴るや蹴るやで片目をえぐられ、濁流の中へ叩き込まれた。花又村が大出水となり幕府の役人が調べてみると、大曽根村の名主が堤を切ったとのこと、名主の家は竹で構えられてしまった。この悲惨な出来事に老母は気が狂い、毎晩「新八や蛇になれ、わしも蛇となる。親子とも大蛇となり、恨みを晴らすのだ」を叫びながら綾瀬川へ身を投じて死んだ。その後、二匹の大蛇は付近を暴れまわり、村人さえも寄り付かなくなった。（その後、蛇の繁殖地として昭和まで続いた）ある時、江戸の役人浅田近右衛門と妹のしづが船に乗り大曽根村に差し掛かると、片目の蛇と白い蛇が浅田近右衛門達に向かってきた。近右衛門は刀を抜き、切って捨てようとし立ち上がると船が転覆し、妹のしづが行方知れずとなった。色々調べると先のような話で、このことを八台将軍吉宗様に報告し、金五両を下賜され蛇橋・蛇塚を造り供養したという。それから蛇は出なくなった。一説によるとこの獅子頭と舞が、大鷲神社の獅子舞の起源だと伝えられている。そのためか、笛の音律は何となく哀愁を帯びているように感じられる。

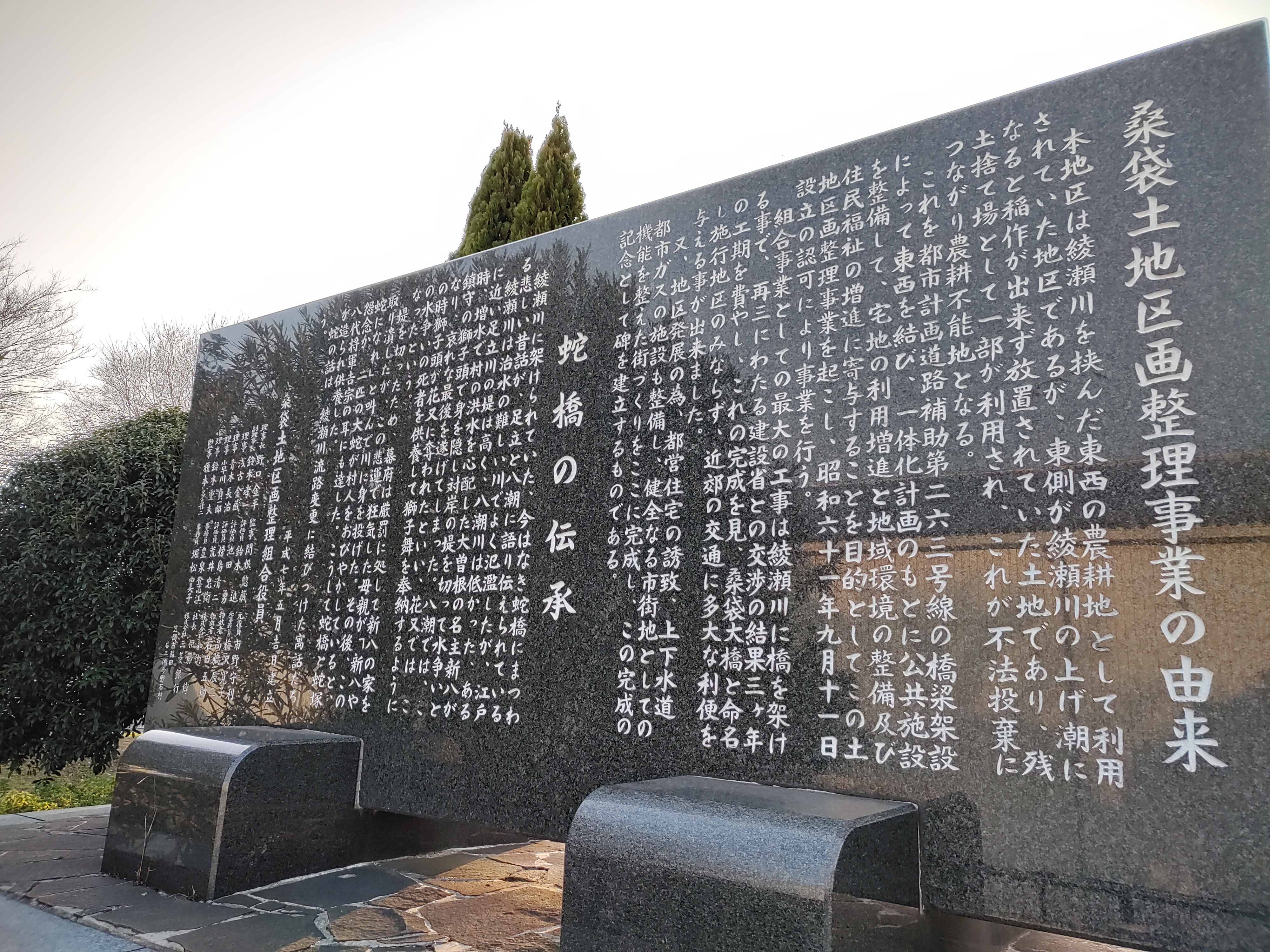

蛇橋のあった東詰には元蛇橋公園がある。隣接する桑袋記念公園には桑袋土地区画整理組合が建立した竣工記念碑があり、下記の伝承が記してある。
綾瀬川に掛けられていた、今はなき蛇橋にまつわる悲しい昔話が、足立と八潮に語り伝えられている。
綾瀬川は治水の難しい川でよく氾濫したが、江戸に近い足立川の堤は高く、八潮川は低かった。あるとき、増水で村の洪水を心配した大曽根の名主・新八が鎮守の獅子頭で身を隠し対岸の堤を切って水争いとなり、哀れな最期を遂げてしまった。八潮ではこの時獅子頭が花又に奪われたといい、花又ではこの哀れな死者を供養して獅子舞を奉納するようになったという。
堤を切ったため、幕府は厳罰に処して新八の家を取り潰したが、この悲運で狂気した母親が「新八や蛇になれ」と叫んで川へ身を投げた。その後この怨念か二匹の大蛇が村人をおびやかしていると八代将軍吉宗の耳にも達した。こうして蛇橋と蛇塚が造られ供養した。

蛇の話は綾瀬川流路変更に結び付けた寓話だろう。
蛇橋の親柱は足立区郷土資料博物館にて保管され、桑袋大橋の欄干には蛇橋伝説を語る装飾が施されている。

## 毛長堀の起こり
花畑八丁目の南端を終点として綾瀬川に合流する毛長川について下記のような伝承がある。

埼玉県新里（にっさと）に裕福な長者が住んでいた。その長者には一人の美しい娘があった。一方、川を隔てて舎人（とねり）の里に、これまた豊かな長者がいて、この長者には白皙（はくせき）の美少年の息子があった。すすめる人があって、新里の娘は舎人の長者の息子と結婚した。嫁入りして三年目の夏。新里の娘は、なぜか嫁入り先と折り合わないで実家に帰ることになり、途中沼に身を投げたので、里人は総出でその屍を探したが見つからなかった。それ以来長雨が続くと、沼は夜ごとに小山のような大波立てて荒れ狂ったので、里人はあの娘がこの沼の主になったのだというようになった。ある年の夏、数日の暴風雨が続いたのち、三、四メートルあろうかと思われる髪の毛をこの沼でみつけた里人が、長者の娘のものではないかと届けた。長者は感激してこれをご神体に沼の主として祀ったので怪事はこれ以後なくなったという。現在新里にある毛長神社がそれで、これ以後、毛長沼、毛長川というようになったという。また新里の千蔵院は、この長者庫裡跡と伝えられ、舎人の諏訪社は、舎人の長者の屋敷跡と伝えられている。

## 桑袋団地
正式には都営花畑第四アパートと呼ばれる。

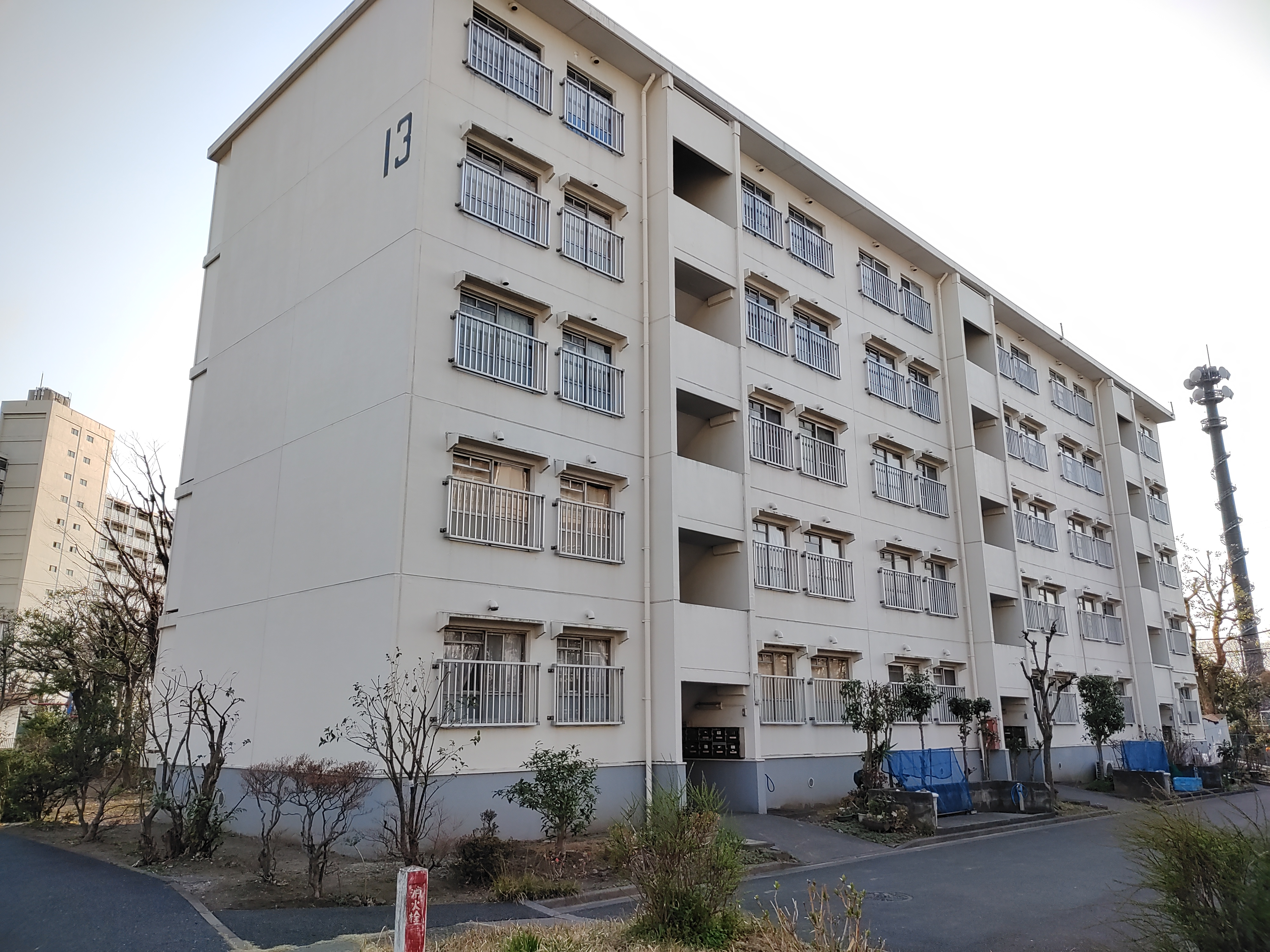

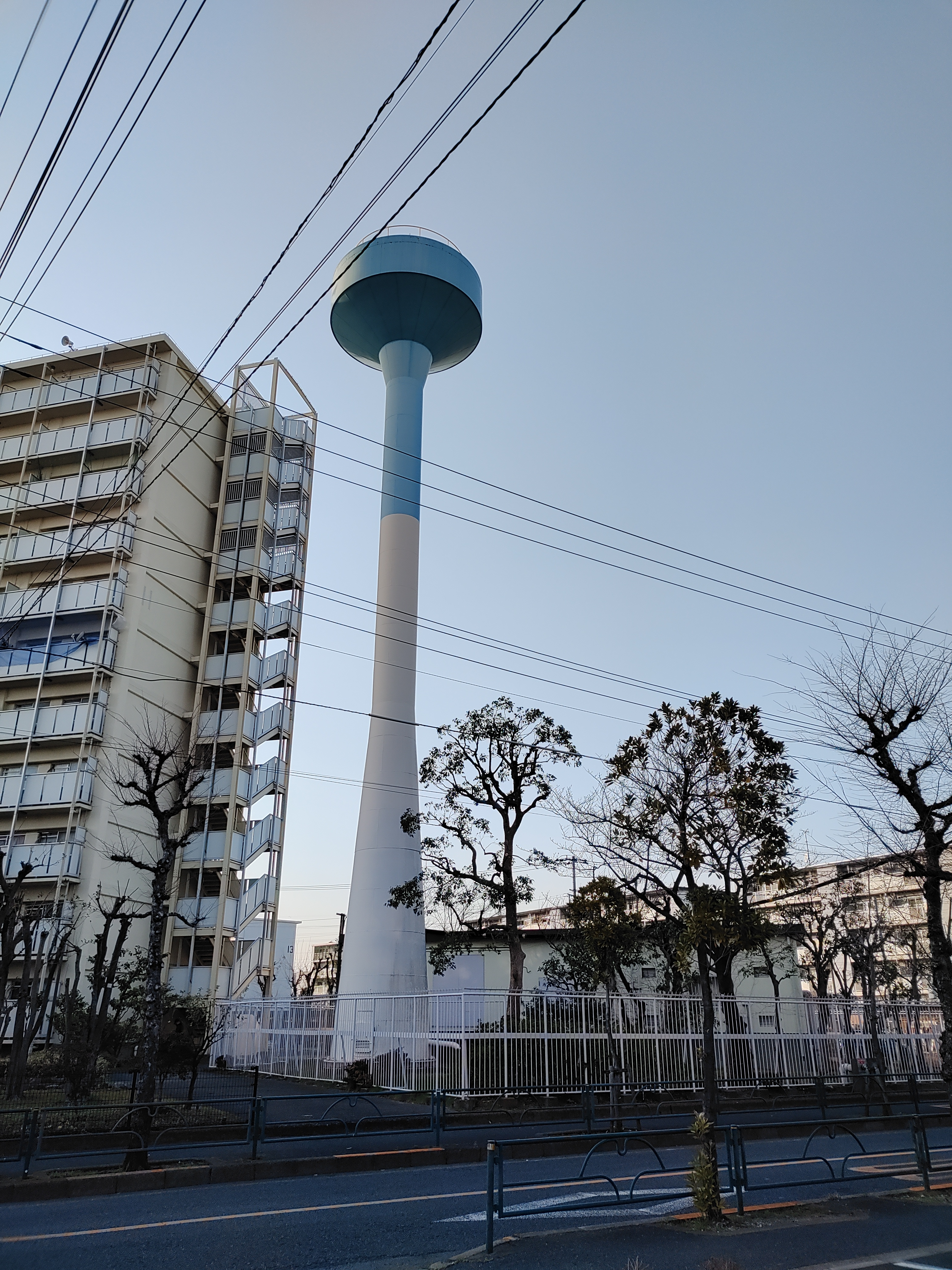

1955年（昭和30年）代、都市化の影響で用水が汚染され耕作が困難となり、花畑町土地区画整理組合により団地の建設・区画整理が行われ、1971（昭和46年)年度、鉄筋五階建て20棟740戸と、鉄骨11階建て2棟264戸、綾瀬川の西側に計1004戸の桑袋団地として完成。三つの番地に分かれている。
8丁目3番　1号棟～4号棟
鉄筋5階建ての階段室型。180戸。東京都道466号内匠橋花畑線の東側に位置し、公園と第一集会場がある。
8丁目4番　5号棟～11号棟
5～9号棟は鉄筋5階建ての階段室型。190戸。8号棟と9号棟は1号棟～4号棟と比べて各戸の面積が狭い。桑袋大橋通りの南側の位置し、給水塔と公園がある。
10号棟と11号棟は鉄骨11階建ての片廊下型。264戸。各号棟には2機ずつエレベータがある。
8丁目5番　12号棟～22号棟
12～14号棟・19号棟棟は鉄筋5階建ての階段室型。120戸。桑袋大橋通りの北側の位置し、納涼盆踊り大会が行われる公園と第二・第三集会場、花畑巡回管理立寄所がある。
15～17号棟は下駄履き・鉄筋5階建ての片廊下型。80戸。15号棟には保育園、16号棟と17号棟は商店が入る。
18号棟・20～22号棟は鉄筋5階建ての階段室型。170戸。8号棟と9号棟と同じく各戸の面積が狭い。乗合バスの終点、公園がある。

## 都営花畑八丁目アパート
綾瀬川の東側の飛び地に位置し、上げ潮になると稲作ができず放置された土地であった。残土捨て場として一部利用されていたが、不法投棄が絶えずついには農耕不能地となってしまった。桑袋土地区画整理組合の土地区画整理事業により、1990年（平成2年）綾瀬川に桑袋大橋が架橋され近郊の交通に多大な利便を与え、更には上下水道・都市ガスの施設、都営住宅の誘致で1996年（平成8年）に計231戸の都営住宅3棟が完成。
3棟とも片廊下型。14号棟は10階建ての67戸、21号棟は11階建ての94戸、35号棟は6階建ての70戸。各所に集会場、公園がある。
桑袋団地と違い、アパートの号棟が14、21、35と住居番号に合わせているので、号棟が統一されていない。

## 伝右川排水機場[20][21]
1986年（昭和61年）3月、総工費31億円をかけて完成。伝右川は埼玉県浦和市の台地に源を発し、綾瀬川と並行するよう南下して花畑八丁目で綾瀬川に合流する。低地が流域の為、古くから内水被害が発生し、流域の人口過密による地盤沈下、流出形態の変化で更に被害が悪化した。1981年（昭和56年）の台風24号は関東地方に記録的な大雨をもたらし、草加市、足立区、八潮市に大きな浸水被害を与えた。このため、幅7ｍの樋門が2連、毎秒5㎥を排水可能なポンプが3台が設置された。増水時には門を閉じて綾瀬川から伝右川への逆流を塞ぎ、ポンプ全機発動で伝右川から綾瀬川へ毎秒15㎥排水可能となった。おかげで伝右川排水機場の完成後、伝右川流域での内水被害は無くなったものの、かえって綾瀬川が氾濫する事となり、下流の綾瀬川排水機場の排水能力を強化、中川から綾瀬川への逆流防止の為に堀切菖蒲水門を設置する事になった。

## 桑袋小学校（閉校）

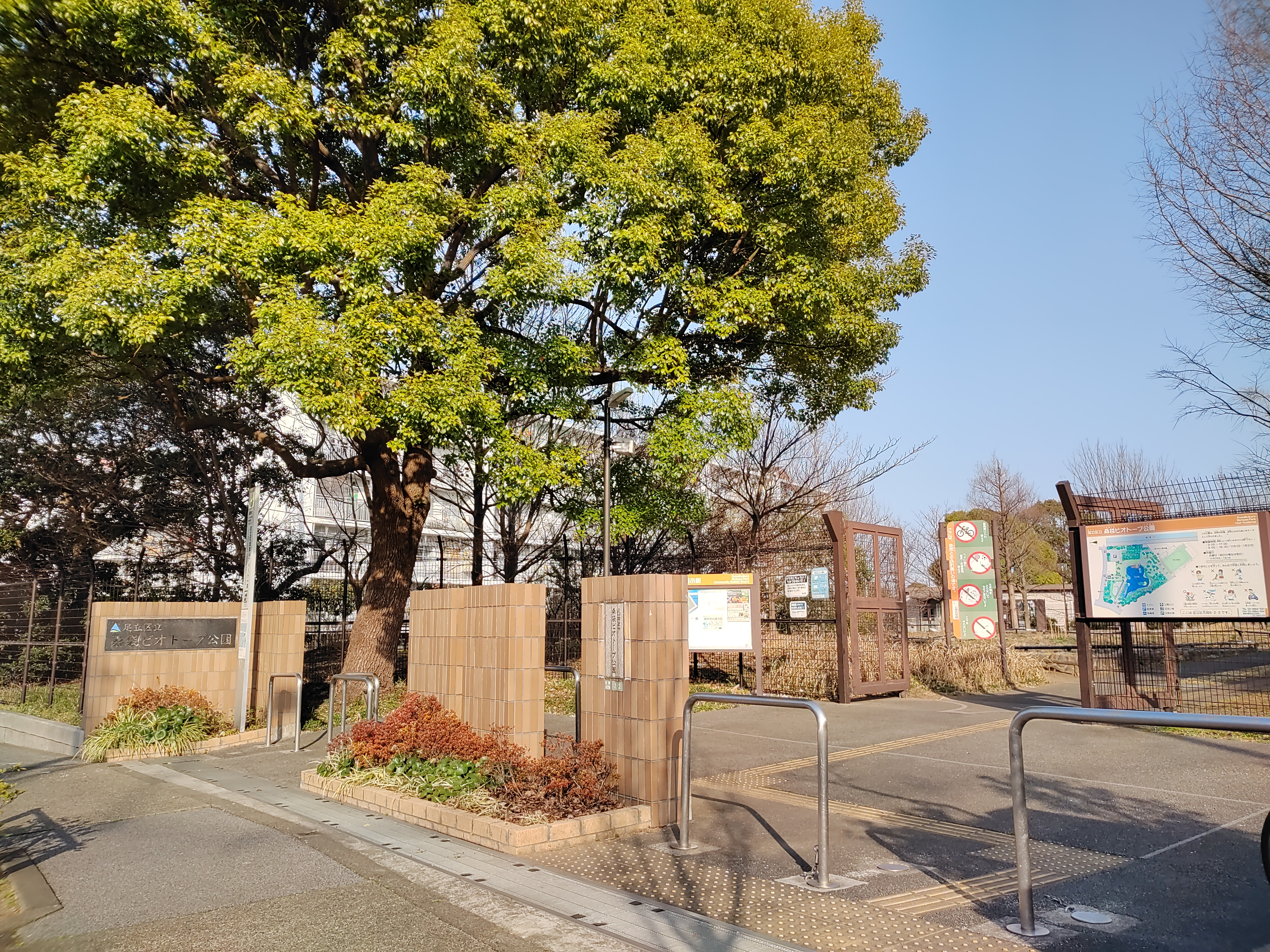

### 概要
かつて花畑八丁目2番2号にあった公立小学校で正式名称は足立区立桑袋小学校。略称は「くわしょう」。1974年（昭和49年）、桑袋団地の児童数の増加に対応するため花畑東小学校を母体校として開校した。開校後は右肩上がりで児童数と学級数が増加したものの、1981年（昭和56年）の最盛期からは右肩下がりで減少していった。開校二十周年にはついに単学級となり1997年3月、花畑東小学校との統合で閉校。桜花小学校として新生する。卒業児1700名以上を送り出し、23年の歴史に幕を閉じた。閉校後はドラマのロケ地で使用されたが後に解体され、跡地には2005年に桑袋ビオトープ公園が開園。当時を偲ばせる記念碑や施設等は現地に存在しないが、校門の門柱は今でも公園の出入口として使用されている。

### 教育目標
くるしいことにもがんばる子
わかるまで考える子
のびのび運動元気な子
みんなと仲よく助け合う子

### 校章と校歌
桑袋の地名にちなみ桑の木を象徴としている。桑の木が植えられ、校章は三枚の桑の葉が描かれている。校章と校歌は桑袋小学校の教職員によって作られた。
桑袋小学校校歌
作詞作曲　桑袋小学校教職員、補作　平塚肇
一番　朝の光にまっすぐ向かい　のびる桑の芽みんなのねがい　真理を求めてしっかり学び　正しいことに勇気をもって　明るい未来をすすもうよ
二番　広い大地を　緑に染めて　もえる桑の葉みんなのねがい　いつも仲くよく元気に遊び　強い心とからだをそだて　大きい希望に生きようよ

三番　かたく結んで手をとり合って　みのる桑の実みんなのねがい　うれしい時もくるしい時も　友と肩くみはげまし合って　平和な世界をつくろうよ
出典:

### 沿革
出典:
- 1973年（昭和48年）校舎竣工
- 1974年（昭和49年）4月　桑袋小学校開校（児童数206人、学級数9）、10月　正門・通用門竣工、11月　開校記念式典・祝賀会挙行・校章、校歌制定
- 1975年（昭和50年）2月　体育館竣工、8月　校庭カサ上げ工事完了、プール竣工
- 1978年（昭和53年）2月　増築校舎竣工、身障学級（くわのみ）新設
- 1979年（昭和54年）10月　五周年記念秋季大運動会
- 1981年（昭和56年）4月　最盛期を迎える（児童数829人、学級数23）
- 1982年（昭和57年）3月　児童専用門新設・築山を設ける
- 1983年（昭和58年）9月　十周年記念秋季大運動会、十周年記念式典・祝賀会挙行
- 1984年（昭和59年）2月　十周年記念桑袋まつり
- 1988年（昭和63年）3月　正門脇花壇設置・プールサイド改修、5月　十五周年春季大運動会
- 1990年（平成2年）9月　蛇橋渡り納め、体育館舞台改修
- 1992年（平成4年）2月　四年生・東京都連合学芸会に足立区代表として出演　劇「やまんばのにしき」
- 1993年（平成5年）4月　身障学級と合わせて7学級の単学級となる、9月　二十周年記念秋季大運動会、10月　二十周年記念式典・祝賀会挙行、
- 1996年（平成8年）4月　学校警備無人化開始
- 1997年（平成9年）3月　閉校記念式典（児童数134人、学級数7）

### 歴代校長
1. 藤野隆（任期：1974月1日 - 1978年3月31日）
2. 高田道（任期：1978年4月1日 - 1983年3月31日）
3. 三宅馨（任期：1983年4月1日 - 1986年3月31日）
4. 白石福（任期：1986年4月1日 - 1989年3月31日）
5. 金子美江子（任期：1989年4月1日 - 1994年3月31日）
6. 清川正二（任期：1994年4月1日 - 1997年3月31日）

## 地域
域内に公立学校は無く、全域が花畑六丁目にある足立区立桜花小学校、足立区立花畑北中学校の学区となっている。

### 施設
- 足立区桑袋ビオトープ公園[27]
- あやせ川清流館[28]
- 桜花住区センター分館[29]
- 警視庁竹の塚警察署花畑北駐在所[30]
- 花畑桑袋保育園[31]
- 東京ガスネットワーク㈱綾瀬川右岸ガス導管専用橋
- セブン-イレブン 足立花畑8丁目店[32]

### 公園

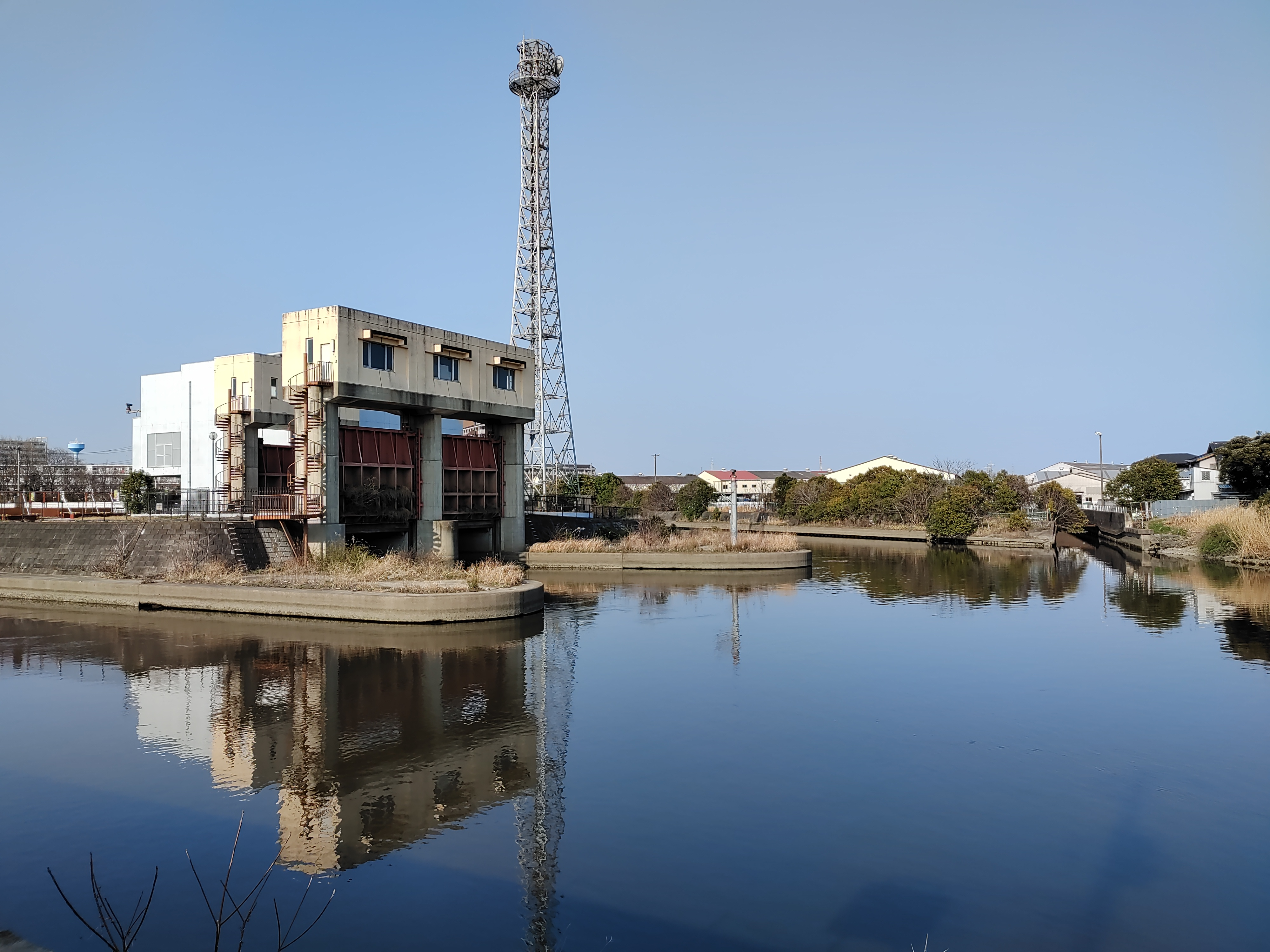

- 元蛇橋公園[33]
- 桑袋記念公園[34]
- 花畑八丁目児童遊園[35]
- 桑袋北児童遊園[36]
- 桑袋団地に公園5ヵ所

### 河川
- 綾瀬川
- 伝右川（終点）
- 毛長川（終点）

## 交通

### 鉄道
花畑八丁目には鉄道駅は存在せず鉄道空白地帯である。西へ約3㎞に東武鉄道谷塚駅、南へ約4㎞につくばエクスプレス六町駅、東へ約3㎞につくばエクスプレス八潮駅がある。

### 路線バス
東武バスセントラルにて花畑桑袋団地を終点としたバス路線網があるものの規模の縮小が続いており、2025年時点で運行は草加営業事務所管内のみとなっている。
- 谷01系統　谷塚駅東口ー保育所前ー花畑桑袋団地[38]
- 竹14系統　竹ノ塚駅東口ー谷塚駅ー保育所前ー花畑桑袋団地
- 竹14系統　西新井駅東口ー竹ノ塚駅東口ー谷塚駅ー保育所前ー花畑桑袋団地（本数僅少）
- 花01系統　花畑車庫ー桑袋小学校（花畑八丁目）ー花畑桑袋団地（つくばエクスプレス開業に合わせて2005年8月24日廃止）[39][40][41]
- 五28系統　五反野駅ー花畑車庫ー桑袋小学校（花畑八丁目）ー花畑桑袋団地（花01系統と同時廃止）
- 北11系統　北千住駅ー花畑車庫ー桑袋小学校（花畑八丁目）ー花畑桑袋団地（花01系統と同時廃止）
- 六18系統　六町駅→保育所前ー花畑桑袋団地[42](花01系統の後継として運航開始するものの廃止)
- 花22系統　六町駅ー文教大学東京あだちキャンパスー桑袋ビオトープ公園入口ー花畑桑袋団地（交通不便地域解消の目的で2021年10月1日運行開始するものの、利用者が少なく2024年3月22日廃止）[43]

域内のバス停
- 花畑桑袋団地（終点）
- 保育所前（谷塚駅、竹ノ塚駅、西新井駅方面）
- 桑袋ビオトープ公園入口、花畑八丁目、花畑桑袋小学校（2024年3月22日廃止。花畑車庫、五反野駅、北千住駅、文教大学、六町駅方面のバス停）

### 道路
- 東京都道466号内匠橋花畑線（終点）
- 桑袋大橋通り（域内のみの道路名で域外は記念体育館通りとなる）

### 橋梁
- 伝右橋[44]
- 伝右大橋[45]
- 桑袋大橋[46]
- 蛇橋（現存せず。老朽化のため1990年に閉鎖、1991年に撤去された蛇橋伝説の悲劇を伝える木橋。親柱は足立区郷土博物館に保存されている）[47]